# Lista portów lotniczych na Madagaskarze
Lista portów lotniczych na Madagaskarze według lokalizacji:

## Lotniska
| Położenie            | Region              | Kod ICAO | Kod IATA | Nazwa lotniska                     |
| -------------------- | ------------------- | -------- | -------- | ---------------------------------- |
| Publiczne lotniska   |                     |          |          |                                    |
| Ambanja              | Diana               | FMNJ     | IVA      | Port lotniczy Ambanja              |
| Ambalavao            | Haute Matsiatra     | FMSA     |          | Port lotniczy Ambalavao            |
| Ambatomainty         | Melaky              |          | AMY      | Port lotniczy Ambatomainty         |
| Ambatondrazaka       | Alaotra-Mangoro     | FMMZ     | WAM      | Port lotniczy Ambatondrazaka       |
| Ambilobe             | Diana               | FMNE     | AMB      | Port lotniczy Ambilobe             |
| Ambohijanahary       | Alaotra-Mangoro     | FMMJ     |          | Port lotniczy Ambohijanahary       |
| Ampampamena          | Diana               | FMNZ     |          | Port lotniczy Ampampamena          |
| Ampanihy             | Atsimo-Andrefana    | FMSY     | AMP      | Port lotniczy Ampanihy             |
| Amparafaravola       | Alaotra-Mangoro     | FMMP     |          | Port lotniczy Amparafaravola       |
| Analalava            | Sofia               | FMNL     | HVA      | Port lotniczy Analalava            |
| Andapa               | Sava                | FMND     | ZWA      | Port lotniczy Andapa               |
| Andavadoaka          | Atsimo-Andrefana    |          | DVD      | Port lotniczy Andavadoaka          |
| Ankavandra           | Menabe              | FMMK     | JVA      | Port lotniczy Ankavandra           |
| Ankazoabo            | Atsimo-Andrefana    | FMSZ     | WAK      | Port lotniczy Ankazoabo            |
| Antalaha             | Sava                | FMNH     | ANM      | Port lotniczy Antsirabato          |
| Antananarywa         | Analamanga          | FMMI     | TNR      | Port lotniczy Antananarywa         |
| Antsalova            | Melaky              | FMMG     | WAQ      | Port lotniczy Antsalova            |
| Antsirabe            | Vakinankaratra      | FMME     | ATJ      | Port lotniczy Antsirabe            |
| Antsiranana          | Diana               | FMNA     | DIE      | Port lotniczy Antsiranana          |
| Antsohihy            | Sofia               | FMNW     | WAI      | Port lotniczy Antsohihy            |
| Bealanana            | Sofia               |          | WBE      | Port lotniczy Bealanana            |
| Bekily               | Atsimo-Andrefana    | FMSL     | OVA      | Port lotniczy Bekily               |
| Belo sur Tsiribihina | Menabe              | FMML     | BMD      | Port lotniczy Belo sur Tsiribihina |
| Befandriana-Avaratra | Sofia               | FMNF     | WBD      | Port lotniczy Befandriana-Avaratra |
| Beroroha             | Atsimo-Andrefana    | FMSB     | WBO      | Port lotniczy Beroroha             |
| Besalampy            | Melaky              | FMNQ     | BPY      | Port lotniczy Besalampy            |
| Betioky              | Atsimo-Andrefana    | FMSV     | BKU      | Port lotniczy Betioky              |
| Betroka              | Anosy               | FMSE     |          | Port lotniczy Betroka              |
| Boriziny             | Sofia               | FMNG     | WPB      | Port lotniczy Boriziny             |
| Doany                | Sava                |          | DOA      | Port lotniczy Doany                |
| Farafangana          | Atsimo-Atsinanana   | FMSG     | RVA      | Port lotniczy Farafangana          |
| Fianarantsoa         | Haute Matsiatra     | FMSF     | WFI      | Port lotniczy Fianarantsoa         |
| Ihosy                | Ihorombe            | FMSI     | IHO      | Port lotniczy Ihosy                |
| Ilaka-Est            | Atsinanana          | FMMQ     | ILK      | Port lotniczy Ilaka-Est            |
| Mahajanga            | Boeny               | FMNM     | MJN      | Port lotniczy Mahajanga            |
| Mahanoro             | Atsinanana          | FMMH     | VVB      | Port lotniczy Mahanoro             |
| Maintirano           | Melaky              | FMMO     | MXT      | Port lotniczy Maintirano           |
| Malaimbandy          | Menabe              | FMMC     | WML      | Port lotniczy Malaimbandy          |
| Mampikony            | Sofia               | FMNP     | WMP      | Port lotniczy Mampikony            |
| Manakara             | Vatovavy-Fitovinany | FMSK     | WVK      | Port lotniczy Manakara             |
| Mananara Avaratra    | Analanjirofo        | FMNC     | WMR      | Port lotniczy Mananara Nord        |
| Mananjary            | Vatovavy-Fitovinany | FMSM     | MNJ      | Port lotniczy Mananjary            |
| Mandabe              | Menabe              | FMSC     | WMD      | Port lotniczy Mandabe              |
| Mandritsara          | Sofia               | FMNX     | WMA      | Port lotniczy Mandritsara          |
| Manja                | Menabe              | FMSJ     | MJA      | Port lotniczy Manja                |
| Maroantsetra         | Analanjirofo        | FMNR     | WMN      | Port lotniczy Maroantsetra         |
| Miandrivazo          | Menabe              | FMMN     | ZVA      | Port lotniczy Miandrivazo          |
| Morafenobe           | Melaky              | FMMR     | TVA      | Port lotniczy Morafenobe           |
| Morombe              | Atsimo-Andrefana    | FMSR     | MXM      | Port lotniczy Morombe              |
| Morondava            | Menabe              | FMMV     | MOQ      | Port lotniczy Morondava            |
| Nosy Be              | Diana               | FMNN     | NOS      | Port lotniczy Nosy Be              |
| Nosy Boraha          | Analanjirofo        | FMMS     | SMS      | Port lotniczy Sainte Marie         |
| Sambava              | Sava                | FMNS     | SVB      | Port lotniczy Sambava              |
| Soalala              | Boeny               | FMNO     | DWB      | Port lotniczy Soalala              |
| Tambohorano          | Melaky              | FMMU     | WTA      | Port lotniczy Tambohorano          |
| Tanandava            | Androy              | FMSN     | TDV      | Port lotniczy Tanandava            |
| Toamasina            | Atsinanana          | FMMT     | TMM      | Port lotniczy Toamasina            |
| Tôlanaro             | Anosy               | FMSD     | FTU      | Port lotniczy Tôlanaro             |
| Toliara              | Atsimo-Andrefana    | FMST     | TLE      | Port lotniczy Toliara              |
| Tsaratanana          | Betsiboka           | FMNT     | TTS      | Port lotniczy Tsaratanana          |
| Tsiroanomandidy      | Bongolava           | FMMX     | WTS      | Port lotniczy Tsiroanomandidy      |
| Vangaindrano         | Atsimo-Atsinanana   | FMMX     | WTS      | Port lotniczy Vangaindrano         |
| Vatomandry           | Atsinanana          | FMMY     | VAT      | Port lotniczy Vatomandry           |
| Vohemar              | Sava                | FMNV     | VOH      | Port lotniczy Vohemar              |
| Lotniska wojskowe    |                     |          |          |                                    |
| Antsiranana          | Diana               | FMNK     |          | Andrakaka Navy Field               |
| Arivonimamo          | Itasy               | FMMA     |          | Baza wojskowa Arivonimamo          |